# Tlapacoyan, Santiago Tuxtla
Tlapacoyan är en ort i Mexiko.   Den ligger i kommunen Santiago Tuxtla och delstaten Veracruz, i den sydöstra delen av landet, 400 km öster om huvudstaden Mexico City. Tlapacoyan ligger 39 meter över havet och antalet invånare är 2 648.
Terrängen runt Tlapacoyan är platt åt sydväst, men åt nordost är den kuperad. Runt Tlapacoyan är det ganska tätbefolkat, med 70 invånare per kvadratkilometer. Närmaste större samhälle är San Andres Tuxtla, 19,7 km öster om Tlapacoyan. Omgivningarna runt Tlapacoyan är en mosaik av jordbruksmark och naturlig växtlighet.